# Blennidus mediolaevis
Blennidus mediolaevis là một loài bọ chân chạy thuộc phân họ Pterostichinae. Loài này được Chaudoir mô tả năm 1876.